# Olympische Sommerspiele 1984/Teilnehmer (Fidschi)
| Gelbes Symbol für Goldmedaillen mit stilisierten Olympischen Ringen | Graues Symbol für Silbermedaillen mit stilisierten Olympischen Ringen | Braundes Symbol für Bronzemedaillen mit stilisierten Olympischen Ringen |
| ------------------------------------------------------------------- | --------------------------------------------------------------------- | ----------------------------------------------------------------------- |
| —                                                                   | —                                                                     | —                                                                       |

Fidschi nahm an den Olympischen Sommerspielen 1984 in Los Angeles, USA, mit einer Delegation von 14 Sportlern (11 Männer und 3 Frauen) teil.

## Teilnehmer nach Sportarten

### Judo
- Simione Kuruvoli
Halbmittelgewicht: 20. Platz

- Viliame Takayawa
Halbschwergewicht: 18. Platz

### Leichtathletik
- Inoke Bainimoli
100 Meter: Vorrunde
200 Meter: Vorrunde

- Joe Rodan
400 Meter: Vorrunde

- Albert Miller
Zehnkampf: ??

- Miriama Tuisorisori-Chambault
Frauen, 100 Meter: Vorrunde
Frauen, 200 Meter: Vorrunde

### Radsport
- Kathlyn Ragg
Frauen, Straßenrennen: 32. Platz

### Schwimmen
- Samuela Tupou
100 Meter Freistil: 54. Platz
200 Meter Freistil: 46. Platz
100 Meter Schmetterling: 52. Platz
200 Meter Lagen: 34. Platz

- Warren Sorby
100 Meter Freistil: 57. Platz
100 Meter Rücken: 40. Platz
100 Meter Schmetterling: 49. Platz
200 Meter Lagen: 39. Platz

- Sharon Pickering
Frauen, 100 Meter Freistil: 43. Platz
Frauen, 200 Meter Freistil: 35. Platz
Frauen, 100 Meter Rücken: 29. Platz
Frauen, 100 Meter Schmetterling: 34. Platz
Frauen, 200 Meter Lagen: 26. Platz

### Segeln
- Anthony Philp
Windsurfen: 33. Platz

- David Ashby
Finn-Dinghy: 26. Platz

- Bruce Hewett
Tornado: 19. Platz

- Colin Philp
Tornado: 19. Platz